# Вотилівка
Вотилі́вка — село в Україні, у Виноградській сільській громаді Звенигородського району Черкаської області. У селі мешкає 753 людей.

## Географія
У селі бере початок річка Мотилівка.

## Історія
- 1889 рік — діяла церковно-парафіяльна школа
- 1917 рік — заснована початкова школа

У березні 1918 року — організована початкова Трудова школа
- 1933 рік — на базі початкової школи створено семирічну школу
- 1937 рік — розширено будинок школи на чотири класні кімнати
- 1945—1959 рр. — семирічна школа
- 1960 рік — в школі було організовано восьмий клас
- 1969—1970 рр. — восьмирічну школу реорганізовано у дев'ятирічну
- 1975—2002 рр. — школу реорганізовано в середню з 10-річним терміном навчання
- 1997—1998 рр. — реорганізовано середню школу з 11-річним терміном навчання
- 2001—2002 рр. — середню школу з 11-річним терміном навчання, реорганізовано з 12-річним терміном навчання
- 2004 рік — загальноосвітню школу I—III ступенів ім. М. В. Галкіна реорганізовано у навчально-виховний комплекс

Керівниками школи протягом її діяльності були:
- 1944—1947 рр. — Голубченко Іван Потапович
- 1947—1952 рр. — Бердичевський Григорій Андрійович
- 1952—1953 рр. — Шевченко (І. П. не збереглись)
- 1953—1959 рр. — Зозуля Михайло Микитович
- 1960—1965 рр. — Сиротенко Борис Олексійович
- 1965—1966 рр. — Поліщук Іван Артемович
- 1967—1972 рр. — Палій Микола Лукович
- 1972—1982 рр. — Гантух Валентина Романівна
- 1982—2013 рр. — Лациба Володимир Павлович
- 2013 — Вишнівецька Людмила Павлівна
- 2017 по сьогодні Вовковінська Людмила Василівна

Подихом свіжого вітру наповнилося життя села з відкриттям у 1975 році Вотилівської середньої школи. За час свого функціонування зі стін навчального закладу випущено 590 учнів. Трудову діяльність в школі проходили 105 педагогів !!! В 1937 році, на базі початкової школи, було розширено будинок школи на 4 класні кімнати. Після цього будинок школи мав 8 класних кімнат, а також природничий і фізичний кабінети. В період окупації, німецько — нацистські загарбники одну частину школи пошкодили, а в 1946 році вона була відремонтована. Семирічна школа існує з 1933 року, вона випустила 1285 осіб. В 1960 році в школі було організовано восьмий клас. Після 8 класу, учні школи здобували середню освіту у Федюківській та Виноградській школах. 10 січня 1971 року було відкрито нову середню школу, двоповерхову, з добре обладнаними класними кабінетами, майстернею, спортивним залом та їдальнею. У школі щорічно навчалися понад 220 учнів.22 липня 1980 року Вотилівській середній школі було присвоєно звання — імені Героя Радянського Союзу М. В. Галкіна

## Населення
Згідно з переписом УРСР 1989 року чисельність наявного населення села становила 972 особи, з яких 423 чоловіки та 549 жінок.
За переписом населення України 2001 року в селі мешкало 749 осіб.

### Мова
Розподіл населення за рідною мовою за даними перепису 2001 року:
| Мова       | Відсоток |
| ---------- | -------- |
| українська | 99,60 %  |
| російська  | 0,40 %   |

## Виноградська волость, с. Вотилівка (удільне)
Волость утворена в 1866 році, ліквідована у 1923 році. Волосне правління містилося в селі Виноград Волость входила у сферу повноважень:
- мирового посередника 2 дільниці
- мирового судді 3 дільниці
- судового слідчого 4 дільниці
- сільського лікаря 1 дільниці
- станового пристава 3 стану

По відбуттю військової повинності волость відносилася до 4-ї призивної дільниці, що знаходилася в містечку Лисянка, по відбуттю військово-кінної повинності — до 9-ї дільниці, що містилася в селі Чижівка. До складу волості входило 11 поселень, у тому числі 6 сіл, 1 сільце та 4 ферми, у яких загалом проживало 15915 мешканців, з них 7855 осіб чоловічої статі і 8060 — жіночої. Із загального числа жителів 14115 чоловік вважало себе православними, 1754 — євреями і 46 — католиками. За волостю числилося 17865 десятин землі, з яких 7890.5 десятин належало поміщикам, 348.75 десятин — церкві і 9363.25 десятин — селянам, у тому числі 9223.25 десятин надільної і 240 десятин придбаної. В структурі земельних угідь орні землі займали 14123.25 десятин, під сіножатями було 148 десятин, під лісами — 177.75 десятин, під садибами — 1411 десятин і під дорогами — 669 десятин.8823 десятини селянської землі були обкладені казенним податком на суму в 15398 крб. 76 коп. За якісною оцінкою ґрунти класифікувалися як чорноземи. На території волості діяло 6 церковнопарафіяльних шкіл та 1 школа грамоти.
Утримання волосних посадових осіб обходилося в 976 крб., сільських — в 473 крб. Посадова платня волосного старшини становила 180 крб. в рік, писаря — 400 крб. Село Вотилівка (удільне). В нім дворів — 401, жителів обох статей — 2191. З них чоловіків — 1071, жінок — 1120. Головним заняттям місцевих жителів було землеробство, окрім цього деякі з них відправлялися на заробітки в Херсонську та Таврійську губернії. Віддаль від повітового міста до села становила 45 верст, від залізничної станції Поташ — 45 верст, від поштово-телеграфної (Лисянка) — 23 версти, від поштової земської (Виноград) — 5 верст. За селом числилося 2673 десятини землі, з яких 1056.5 десятин належали удільному відомству, 56.5 десятин — церкві, 1552.5 десятин — селянам і 7.5 десятин — іншим станам. Господарство, як на селянських землях, так і на землях удільного відомства, яка частинно перебувала в оренді у селянського товариства, а частинно у дворянина Йосипа Миколайовича Вишневського, велося за трипільною системою На початок XX століття в селі діяли 1 православна церква, 1 церковнопарафіяльна школа, 9 вітряних млинів, 2 кузні, 1 казенна винна лавка, 1 сільський банк, у якому на 1.01.1900 року на рахунку в наявності було 239 крб.52 коп. і 3894 крб. в позиках, а також 1 запасна хлібна гамазея в якій на той час на зберіганні знаходилося 623 чверті озимого і 312 чвертей ярового хліба. Сільський пожежний обоз мав у своєму розпорядженні 12 бочок, 32 багра, 8 сокир та 230 відер.

## Відомі люди
- Беренко Павло Григорович (1903-21.04.1955) — повний кавалер ордена Слави.
- Поліщук Назарій Іванович (1996—2021) — старший солдат Збройних сил України, учасник російсько-української війни.